# Methoden en technieken in de informatica
Methoden binnen de informatica zijn er in allerlei soorten en maten. Technieken worden binnen die methoden toegepast.
Voor het categoriseren van methoden kan gebruikgemaakt worden van het V-model voor softwareontwikkeling. Binnen dit model wordt het ontwikkelproces ingedeeld in een aantal fasen, waarvan elke weer zijn eigen methoden kent.

## Fasenmodel softwareontwikkeling

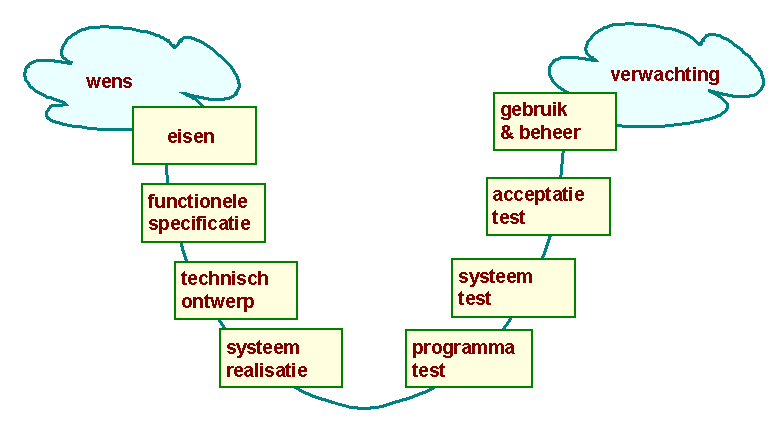
V-model

- Verzamelen van requirements, eisen en wensen
- Analyse en Ontwerp
- Realisatie
- Testen
- Acceptatie
- Gebruik en Beheer

Daarnaast spelen ook aanverwante gebieden een belangrijke rol binnen het ontwikkelproces, methoden die nodig zijn om softwareontwikkeling goed te laten verlopen zijn onder meer:
- Projectmanagement
- Kwaliteitsmanagement

## Beschrijving specifieke methoden
In dit deel volgt er een opsomming van methoden, ingedeeld naar hoofdonderwerp. De indeling is deels arbitrair, met name wanneer een methode eigenlijk meerdere stappen omvat.

### Systeemontwerp
- JSD
- NIAM
- DSDM
- RAD
- eXtreme Programming

### Programmeren
In het algemeen: zie onder programmeren.
- Gestructureerd programmeren

### Testen
In het algemeen: zie onder testen
- TMap

### Beheermethoden
- ITIL
- ASL
- BiSML

## Technieken voor software ontwikkeling
In dit deel volgt er een opsomming van technieken, ingedeeld naar dezelfde hoofdonderwerpen als de methoden. De indeling is even arbitrair, technieken kunnen vaak in meerdere stappen toegepast worden.

### Systeemontwerptechnieken
- Business Process Modeling
- Effective Technical and Human Implementation of Computer-based Systems (ETHICS)
- (RUP)
- System Development Methodology (SDM)
- Unified Software Development Process
- Unified Modeling Language (UML)

### Programmeertechnieken
- Gestructureerd programmeren
- Extreme Programming
- SADT
- Top down programming
- Functioneel programmeren
- Backtracking

### Testtechnieken
In het algemeen: zie onder testen
- Paired Testing
- Inspectie
- Grenswaarden Test